# Chahira Selmouni
Pour les articles homonymes, voir Selmouni.
Chahira Selmouni est une boxeuse algérienne née le 25 mars 1997 à Boumerdès, Algérie.

## Carrière
Chahira Selmouni est médaillée d'argent dans la catégorie des moins de 61 kg aux Jeux africains de la jeunesse de 2014 à Gaborone, ainsi que dans la catégorie des moins de 57 kg aux Jeux africains de 2023 à Accra.